# Château de Bénouville (Seine-Maritime)
Le château de Bénouville est une demeure du dernier tiers du XVIIIe siècle qui se dresse sur le territoire de la commune française de Bénouville, dans le département de la Seine-Maritime, en région Normandie. L'édifice est partiellement inscrit au titre des monuments historiques.

## Localisation
Le château est situé route d'Étretat sur la commune de Bénouville, dans le département français de la Seine-Maritime.

## Historique
Le château est daté du règne de Louis XV et est construit pour les Nourry, famille d'échevins d'Étretat, plus précisément par M. Noury de Bénouville, officier aux galères, vers 1770.
En 1834, la propriété est acquise par M. Huet, maire de Fécamp aïeul de Mme Robert Schlumberger, née Seydoux, qui en avait la possession en 1987.

## Description
L'édifice est en pierre banche ce qui est rare dans le pays de Caux.
Le fronton daté de 1757 est orné d'armoirie et d'allégories.

## Protection
Les façades et toitures ; l'escalier intérieur avec rampe en fer forgé ; le grand salon, sauf cheminée moderne, et le petit salon dit salon marocain, avec leur décor sont inscrits au titre des monuments historiques par arrêté du 20 septembre 1972.